# Saint-Marin aux Jeux olympiques d'hiver de 1992
Saint-Marin participe aux Jeux olympiques d'hiver de 1992 à Albertville en France du 8 au 23 février 1992. Il s'agit de sa 4e participation à des Jeux olympiques d'hiver.

## Ski alpin
Saint-Marin a deux représentants en ski alpin : Nicola Ercolani et Jason Gasperoni qui participent au Super-G, au slalom géant et au slalom.

## Ski de fond
Andrea Sammaritani représente Saint-Marin en ski de fond.